# Jiankang

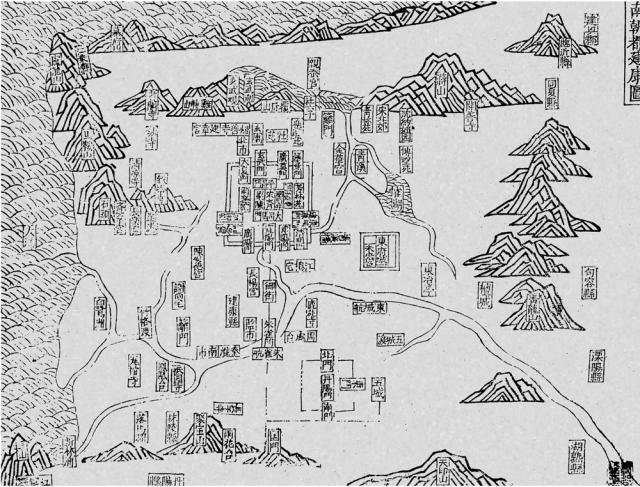
Mapa de Jiankang como capital de las Dinastías del Sur. Dibujo de Chen Yi de la dinastía Ming

Jiankang (建康城 en pinyin: Jiànkāng chéng), antiguamente conocida como Jianye (建業 Jiànyè) hasta la dinastía Jin Oriental (317 – 420), fue una antigua ciudad de China. Durante la dinastía Sui se la llamó Jiangning y durante la dinastía Ming, Nankín. Fue la capital de Wu Oriental (229–265 y 266–280 d. C.), de la dinastía Jin (317–420 d. C.) y las dinastías del Sur (420–552), incluida la dinastía Chen (557–589 d. C.). Sus muros son ruinas existentes en la moderna región municipal de Nanjing. Jiankang fue también una ciudad importante de la dinastía Song, su nombre fue cambiado a Nanjing durante la dinastía Ming.
- Datos: Q1330294
- Multimedia: Jiankang / Q1330294